# Most Tabijat
Most Tabijat (perz. پل طبیعت; Pol-e Tabijat, dosl. Prirodni most) je rešetkasti most u iranskom glavnom gradu Teheranu. Most se nalazi u gradskoj četvrti Abas-Abad odnosno u 7. kotaru na sjeveroistoku grada i premošćuje dolinu kojom se proteže gradska autocesta Modares. Funkcija mosta jest povezivanje dvaju zelenih površina − Parka vode i vatre (perz. Bustan-e Ab va Ataš) na zapadu odnosno Park-šume Talekani na istoku. Most Tabijat sastoji se od tri etaže povezane stubištima i rampama:
1. Donja etaža sastoji se od restorana, kafića i drugih ugostiteljskih objekata.
2. Međuetaža je namijenjena prvenstveno prometu pješaka, biciklista, skejtera i turističkih kočija.
3. Gornja etaža ima funkciju vidikovca na dva susjedne parkovne površine i planinu Alborz.

Konstrukcija asimetričnog mosta inspirirana je prirodom i tri rešetkasta pilona oblikovana su kao krošnje, dok se funkcionalno slijedi tradicionalna iranska arhitektura u kojoj mostovi nisu isključivo prometnog karaktera već i mjesto odmaranja i razonode. Pješačka staza vijuga ukupnom duljinom od 300 m, približna visina troetažnog mosta je 50 m, širina do 30 m, a najveći raspon oko 90 m. Most Tabijat dizajnirao je iranski biro Diba Tensile Architecture na čelu s arhitekticom Lejlom Aragijan, a strukturalni kooperant bila mu je talijanska tvrtka Maffeis. U izgradnji je od jeseni 2010. i završetak gradnje predviđa se za lipanj 2013. godine.

## Galerija
- Panorama s juga
- Panorama sa zapada
- Pilon u izgradnji
- 3D model unutrašnjosti
- Analiza utjecaja vjetra

## Poveznice
- Teheran
- Popis mostova u Iranu

## Vanjske poveznice
- (engl.) DibaTS (2013.): Tabiat Bridge  Arhivirana inačica izvorne stranice od 27. listopada 2010. (Wayback Machine), Tehran: Diba Tensile Architecture, pristupljeno 4. travnja 2013.
- (engl.) Maffeis (2013.): Tabiat Bridge[neaktivna poveznica], Solagna: Maffeis Engineering, pristupljeno 4. travnja 2013.
- (perz.) Abas Abad (srpanj 2010.): باغ‌موزه‌های منطقه ویژه شهری عباس‌آباد با پل «طبيعت» پيوند می‌خورند  Arhivirana inačica izvorne stranice od 4. rujna 2011. (Wayback Machine), Tehran: Abas Abad, pristupljeno 4. travnja 2013.
- (perz.) Avval (27. kolovoza 2013.): آخرین وضعیت ساخت پل طبیعت در تهران  Arhivirana inačica izvorne stranice od 9. srpnja 2013. (Wayback Machine), Tehran: Avval, pristupljeno 4. travnja 2013.
- (perz.) Ghorbani, Fereidoon (2. ožujka 2013.): پل طبيعت[neaktivna poveznica], Tehran: Shahr, br. 2662., pristupljeno 4. travnja 2013.

Sestrinski projekti
|  | Zajednički poslužitelj ima još gradiva o temi Most Tabijat |